# Son Ki-Jeong
Dans ce nom, le nom de famille, Son, précède le nom personnel.
Son Ki-chong ou Son Ki-jeong (en kr: 손기정, né le 29 août 1912 à Sinuiju, mort le 15 novembre 2002 à Séoul) est un athlète sud-coréen, spécialiste du marathon, également connu sous son propre nom transcrit en japonais Son Kitei (孫基禎). Il remporte la médaille d'or lors du marathon aux Jeux olympiques d'été de 1936.

## Éducation et carrière sportive
Né dans la Corée occupée par le Japon, il fait des études à Yangjung (양정고등학교) puis à l'université Meiji au Japon, et devient un coureur de fond exceptionnel.
Sur douze marathons courus avant 1936, il en remporte neuf. Il établit un nouveau record du monde en 2 heures 26 minutes 42 secondes au marathon de Tokyo (3 novembre 1935). Son meilleur temps personnel est de 2 heures 25 minutes et 14 secondes sur une distance plus longue de 520 m que la distance normale, et en dehors de la présence d'officiels de la fédération internationale.
Le Japon le pousse à courir dans l'équipe japonaise afin de participer aux JO de Berlin. Selon les règles linguistiques en vigueur en Extrême-Orient, la lecture des patronymes, écrits avec des caractères chinois souvent homophones, donne presque toujours une prononciation assez différente selon les langues qui ne sont pas de la même famille. Qui plus est, en japonais, les kanji ont très souvent plusieurs lectures possibles. La « légende » sportive et journalistique laisse croire que les Japonais lui auraient changé son nom, de force, en le naturalisant, alors qu'ils n'ont fait, en réalité, que lire son nom selon leurs propres règles de lecture des kanji. Même si aujourd'hui, le hangeul, l'alphabet coréen moderne, est utilisé massivement en Corée et a remplacé peu à peu les anciens caractères chinois, chacun sait écrire au moins son nom en caractères chinois, sauf parfois parmi les jeunes, auxquels on continue toutefois de les enseigner.

### Le marathon de 1936
Le recordman olympique Zabala part très vite et mène presque toute la course, avec l'espoir de battre son record. Son Ki-chong est pointé à 2 minutes 40 au 10e km[réf. nécessaire], en compagnie du Britannique Ernest Harper. Zabala arrive à la mi-course en 1 heure et 11 minutes, ce qui améliore son record personnel. Mais Son est revenu à moins d'une minute. Accélérant soudainement, il rejoint Zabala au 29e km. Celui-ci abandonne au 32e km. Ernest Harper est distancé, mais parvient à résister au retour des autres poursuivants.
Son Ki-chong remporte le marathon en 2 heures 29 min 19 s, nouveau record olympique, avec deux minutes d'avance sur le Britannique Harper. Son compatriote Nam Seung-yong, lui aussi avec un nom japonisé (Nan Shoryu), finit troisième, après une dure lutte contre la course d'équipe des Finlandais, qui firent tout pour le déstabiliser. Le premier Allemand, qui figurait pourtant parmi les favoris de la course, finit 29e. Sur le podium, les deux Coréens ont la tête baissée lorsque l'hymne japonais est joué.

## Le symbole de la résistance de la Corée
Son Ki-chong a toujours dit avoir porté le maillot du Japon, mais avoir remporté le marathon pour la Corée. Dès le lendemain, le quotidien de Séoul Dong-a Ilbo (동아일보, Le quotidien d'Extrême-Orient en caractères hangul) titre : « Victoire coréenne à Berlin », ce qui lui vaut neuf mois de suspension par l'occupant japonais. Le quotidien avait illustré son article d'une photo des deux Coréens sur le podium, médaillés mais tête baissée, et avec le drapeau japonais effacé sur leur survêtement. Dix responsables du journal furent également arrêtés.
Son arrête sa carrière au lendemain des JO de 1936, refusant de courir sous les couleurs japonaises, et préférant lutter pour l'indépendance de son pays.
Il eut ensuite une carrière d'entraîneur de l'équipe nationale. En 1948, aux JO de Londres, il est porte-drapeau de la délégation coréenne. Il a notamment entraîné :
- Suh Yun-bok, vainqueur du marathon de Boston en 1947, qui battit le record du monde de son entraîneur en 2 heures 25 minutes et 39 secondes ;
- Ham Kee-yong, vainqueur du marathon de Boston en 1950.

Aux JO de Séoul, il fut choisi pour allumer la flamme olympique.
Hwang Young-cho, (황영조), médaillé d'or au marathon des JO de Barcelone, a toujours précisé que Son Ki-chong était un exemple pour lui.
Il fut médaillé de l'Ordre civil du mérite (국민훈장) et à titre posthume, Grand Cordon (Dragon Bleu) de l'Ordre du mérite sportif.
Au cours de sa carrière qui a duré trois ans, il a participé à 13 marathons. Il en a gagné 10, a fini deux fois deuxième et une fois troisième.

### Dans la culture
- Road to Boston (보스턴 1947, 2023) de Kang Je-gyu, il est interprété par Ha Jeong-woo.